# Petra Boesler
Petra Boesler, née le 19 septembre 1955 à Berlin, est une rameuse d'aviron est-allemande. 
Elle remporte la médaille d'argent en deux de couple avec Sabine Jahn aux Championnats du monde d'aviron 1975, la médaille d'argent en deux de couple aux Jeux olympiques d'été de 1976 avec Sabine Jahn et la médaille d'or en quatre barré aux Championnats du monde d'aviron 1977.